# Alt-J
Символ и название группы — ∆, пишется со строчной буквы и произносится alt-J — британская инди-рок группа, основанная в 2007 году в городе Лидс.
Группу основали: Джо Ньюман (гитара/вокал), Гас Ангер-Гамильтон (клавиши/вокал), Том Грин (барабаны), Гвил Сайнсбери (гитара/бас).
Дебютный альбом An Awesome Wave был выпущен в мае 2012 в Европе и в сентябре того же года в США. Выиграл премию Mercury Prize, тем самым став лучшим альбомом Соединенного Королевства и Ирландии.

## История

### Формирование и ранние годы: 2007—2010
Группа alt-J была образована, когда Гвил Сайнсбери, Джо Ньюман, Гас Ангер-Гамильтон и Том Грин встретились в Лидском университете в 2007 году.
На втором году обучения Ньюман показал Сайнсбери тексты своих песен, и тогда они вместе стали создавать музыку, проводя репетиции в общежитии. Необычное звучание группы связано с тем, что в студенческих общежитиях нельзя было шуметь, поэтому они были не в состоянии использовать бас гитары или бас барабаны.

### An Awesome Wave и гастроли: 2011—2012
После окончания обучения группа переехала в Кембридж, где несколько месяцев ребята работали над своей музыкой, прежде чем подписать соглашение с Infectious Records в декабре 2011 года. Их четыре трека «Breezeblocks», «Hand-Made», «Matilda» и «Tessellate» были записаны с продюсером Чарли Эндрю в Лондоне.
После песен «Matilda» и «Fitzpleasure» последовала песня «Breezeblocks», - так стал образовываться альбом An Awesome Wave. Над ним также работал Чарли Эндрю. Альбом записывался на Iguana Studios и в Брикстоне (Брикстон), где группа записывала треки в свободное от обучения время. Дебютный альбом вышел 28 мая 2012 года в Великобритании, Европе и Австралии и 18 сентября 2012 года в Северной Америке с помощью Canvasback Music, получив массу положительных отзывов.
Группа стала регулярно выступать на летних фестивалях, в том числе и на Latitude, Bestival, Reading and Leeds, T in the Park, Green Man, Pukkelpop и Lowlands. У них также был тур по Америке в декабре 2012 года и выступление на Laneway Festival tour в Австралии. В 2012 году группа была объявлена победителями Mercury Prize  за их альбом. Вскоре пластинка достигла 13-го места в Британском Чарте. Группа объяснила эти события так: «Жизнь меняется, было чувство, что мы самозванцы, что мы группа, которая получила все это, далеко не будучи настоящей группой, мы просто ребята из Лидса, которые прошли через все запутанное и с помощью магии выиграли Mercury Prize».

### Уход Гвила Сайнсбери и This Is All Yours: 2013-2016
Гвил Сайнсбери покинул alt-J 13 января 2014 года. Было объявлено в Твиттер, что он вынужден уйти, но группа будет продолжать существовать.
В начале июня 2014 года alt-J объявили о начале их тура, который состоится в Северной Америке в течение октября и ноября. 23-дневный тур начался 14 октября 2014 года в Ванкувере и закончился в Вашингтоне, округ Колумбия, 19 ноября 2014 года. 9 июня 2014 года группа объявила о выходе второго альбома под названием This Is All Yours, который был выпущен 22 сентября 2014 года. Он взлетел на первые позиции в Британских Официальных Чартах.

### RELAXER & REDUXER: 2017-2021
3 марта 2017 года группа объявилась, опубликовав на YouTube одноминутное видео "00110011 01110111 01110111". Двоичным кодом в названии видео написано "3WW" - название первого сингла с грядущего альбома. 6 марта 2017 года RELAXER был полноценно анонсирован и ожидался 9 июня 2017 года. Перед релизом альбома было выпущено три сингла: "3WW", "In Cold Blood" и "Adeline", после релиза - ещё два: "Deadcrush" и отредактированная версия "Pleader". Выход альбома был перенесён на неделю и увидел свет 2 июня 2017 года.
Критики оценили альбом смешанно - неоднородность отзывов оправдана нетипичным для группы стилем и смелыми экспериментами со звуком, которые многим не пришлись по душе. Альбом занял четвертую строчку в US Billboard 200 и вошёл в первую десятку в чартах Австралии, Бельгии, Канады, Ирландии, Шотландии, Швейцарии и Великобритании, родины группы.
10 июня 2017 года группа отправилась в мировой тур, представляя новый альбом. Музыканты выступали по всей Северной Америке и Европе, в том числе и в России, в Москве и Санкт-Петербурге 30 и 31 августа 2017 соответственно.
28 сентября 2018 года вышел REDUXER - ремикс-альбом с ещё более непривычным звучанием и неожиданными коллаборациями. Ремикс-альбом также получил смешанные отзывы.

### The Dream: 2021-настоящее время
22 сентября 2021 года, спустя пять лет после выхода последнего полноценного LP, alt-J представили сингл с клипом "U&ME" и анонсировали четвертый студийный альбом The Dream, заготовленный на 11 февраля 2022 года. Помимо "U&ME" было выпущено ещё 3 сингла: "Get Better" - 3 ноября 2021, "Hard Drive Gold" - 5 января 2022 года, "The Actor" - 7 февраля 2022 года.
Новинку группы критики приняли более тепло, чем RELAXER, - разные издания отдавали The Dream в среднем 7-8 баллов из 10 (или эквивалент в процентах/звездах). Критика предыдущего альбома повлияла на группу - в одном из писем, опубликованных во время продвижения альбома перед релизом, Джо Ньюман писал: "Мы сейчас пишем много песен для четвертого альбома, гораздо больше, чем для третьего (RELAXER), который был встречен смешанными отзывами".
Весной 2022 года группа отправилась в мировой тур, но отменила свои выступления в России ввиду политических событий.

## Название
Символом группы является знак дельта, Δ, который традиционно используется в научных исследованиях, чтобы указать «изменение» или «различие». Символ Δ может быть введён на Apple Mac с помощью комбинации клавиш ⌥ Option + J (Option соответствует клавише Alt на клавиатуре PC). «alt-J» были ранее известны и как «Daljit Dhaliwal» и «Films», но позже были вынуждены перейти к «alt-J», потому что американская группа с названием «Films» уже существует.

## Награды
В 2012 году дебютный альбом An Awesome Wave выиграл Mercury Prize. alt-J так же были номинированы на три премии Brit Awards (Британский Прорыв Года, Британский Альбом Года и Британская Группа Года). An Awesome Wave был объявлен BBC Radio 6 Music Album как лучший альбом 2012 года. This Is All Yours был номинирован на премию Грэмми за лучший альбом альтернативной музыки.

## Участники группы
| Текущий состав - Джо Ньюман — вокал, соло-гитара (2007-наст.время) - Том Грин — ударные (2007-наст.время) - Гас Ангер-Гамильтон — клавиши, бэк-вокал (2007-наст.время) | Сессионные музыканты - Камерон Найт — бас-гитара, ритм-гитара, сэмплер (2014-наст.время) Бывшие участники - Гвил Сайнсбери — бас-гитара, ритм-гитара (2007—2014) |

## Дискография
Студийные альбомы
- An Awesome Wave (2012)
- This Is All Yours (2014)
- Relaxer (2017)
- The Dream (2022)

#### Лайв-альбомы
- Live At Red Rocks (2016)

#### Ремикс-альбомы
- REDUXER (2018)

Мини-Альбомы
- Films (2009)
- Matilda / Fitzpleasure (EP) (2012)
- Breezeblocks - Remixes (2012)
- Matilda - Remixes (2012)

- iTunes Session (2013)
- Summer (2013)
- This Is All Yours, Too (2015)
- Deadcrushed (2017)
- 2017 Live EP (2017)

#### Синглы
- Bloodflood / Tessellate (2011)
- Matilda / Fitzpleasure (2012)
- Breezeblocks (2012)
- Tessellate (2012)
- Something Good (2012)
- Dissolve Me (2013)
- Hunger Of The Pine (2014)
- Left Hand Free (2014)
- Every Other Freckle (2014)
- 3WW (2017)
- In Cold Blood (2017)
- Adeline (2017)
- Deadcrush (2017)
- Pleader (2017)
- Take Some Time (2021)
- U&ME (2021)
- Get Better (2021)
- Hard Drive Gold (2022)
- The Actor (2022)

## Саундтрек
Песня «Breezeblocks» является саундтреком к российскому телесериалу «Измены».
Также группой был представлен саундтрек к сериалу «Мажор» . Песня «Tessellate» звучит в финальных титрах сериала «Нетипичный» (Atypical) 2017.
Кроме того, «Tessellate» (опенинг) и «In Cold Blood» (эндинг) задействованы в анимационном сериале «Ingress: The Animation», а песня "Left Hand Free" играет в фильме "Первый мститель: Противостояние". Также песня " Tesselate" звучала в сериале "Сыны Анархии". Во время пробуждения главной героини в начале второго эпизода компьютерной игры «Life Is Strange» можно услышать песню "Something good". Песня «Adeline» звучит в финальных титрах одной из серий сериала «Тьма».